# Kritická infrastruktura
Kritická infrastruktura (KI) je infrastruktura, která je klíčová pro chod společnosti a ekonomiky. Její ochrana je důležitá, aby nenastala krizová situace. Evropská kritická infrastruktura (EKI) je infrastruktura, jejíž narušení by mělo závažný dopad na chod států EU. V ČR je kritickou infrastrukturou definována podle zákona č. 240/2000 Sb., o krizovém řízení. Kritická informační infrastruktura (KII) je definována zákoně č. 181/2014 Sb. o kybernetické bezpečnosti.

## Popis
Otevřená společnost způsobila, že infrastruktura obecně je méně chráněna. Infrastruktura je navíc stále komplexnější systém, který je stále zranitelnější. V EU tak existuje Evropský program na ochranu kritické infrastruktury (EPCIP) a v ČR je od roku 2010 Národní program ochrany kritické infrastruktury.